# Immunoglobuliny G

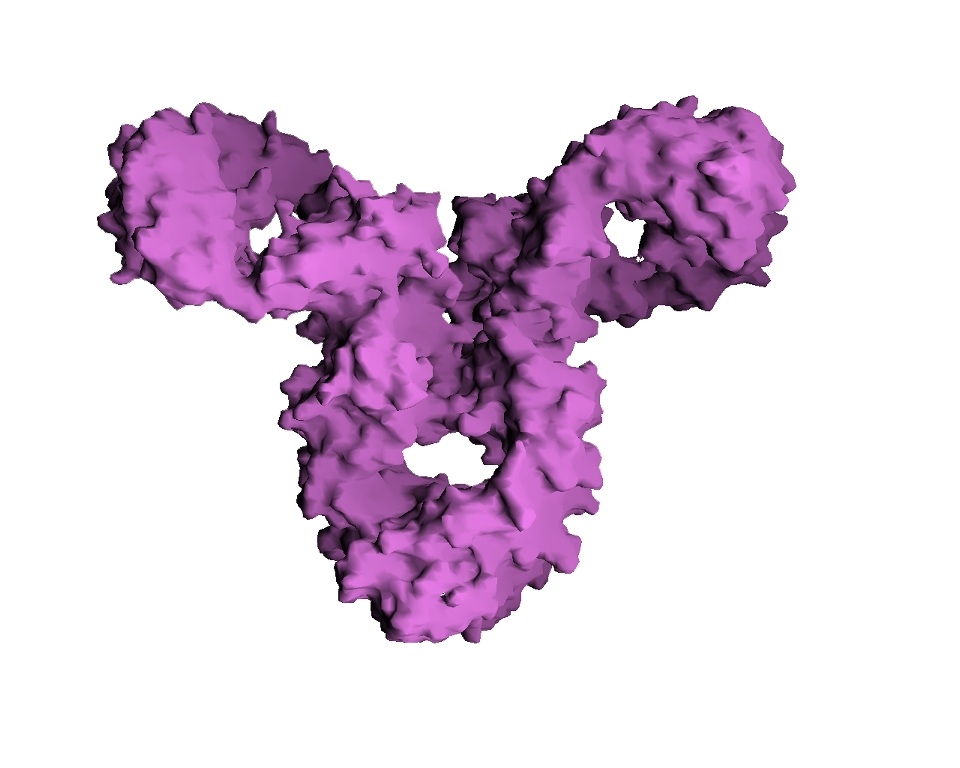
Molekularna powierzchnia IgG

Immunoglobuliny G, IgG – są prawdopodobnie najistotniejszymi przeciwciałami biorącymi udział w odpowiedzi wtórnej. Charakteryzuje je obecność łańcucha ciężkiego γ opisanego następującym wzorem domenowym (patrz: przeciwciała): VH + CH1 + region zawiasowy + CH2 + CH3, przy czym, ze względu na fakt, iż łańcuch ten występuje w czterech odmianach izotypowych, w obrębie klasy IgG można wyróżnić cztery podklasy:
- IgG1, wiążące zarówno białko A gronkowca złocistego (Staphylococcus aureus) oraz białko G paciorkowca, pojawiają się jako pierwsze w odpowiedzi odpornościowej i najsilniej aktywują dopełniacz;
- IgG2, wiążą te same białka co wyżej;
- IgG3, wiążące jedynie białko G paciorkowca, mają najdłuższy region zawiasowy i najsilniej wiążą dopełniacz, choć aktywują go słabiej niż IgG1;
- IgG4, wiążą zarówno białko A gronkowca, jak i białko G paciorkowca, dominują w późniejszych fazach odpowiedzi odpornościowej. W odróżnieniu od pozostałych podklas nie aktywują kaskady dopełniacza.

Znaczenie tych przeciwciał w obronie organizmu wynika głównie z ich wysokiego powinowactwa względem antygenu, udziału w opsonizacji oraz właściwości uruchamiania układu dopełniacza. Oprócz IgG właściwość ta jest charakterystyczna dla IgM. 
IgG jako jedyne immunoglobuliny przechodzą przez łożysko.